# Асс (денежная единица)

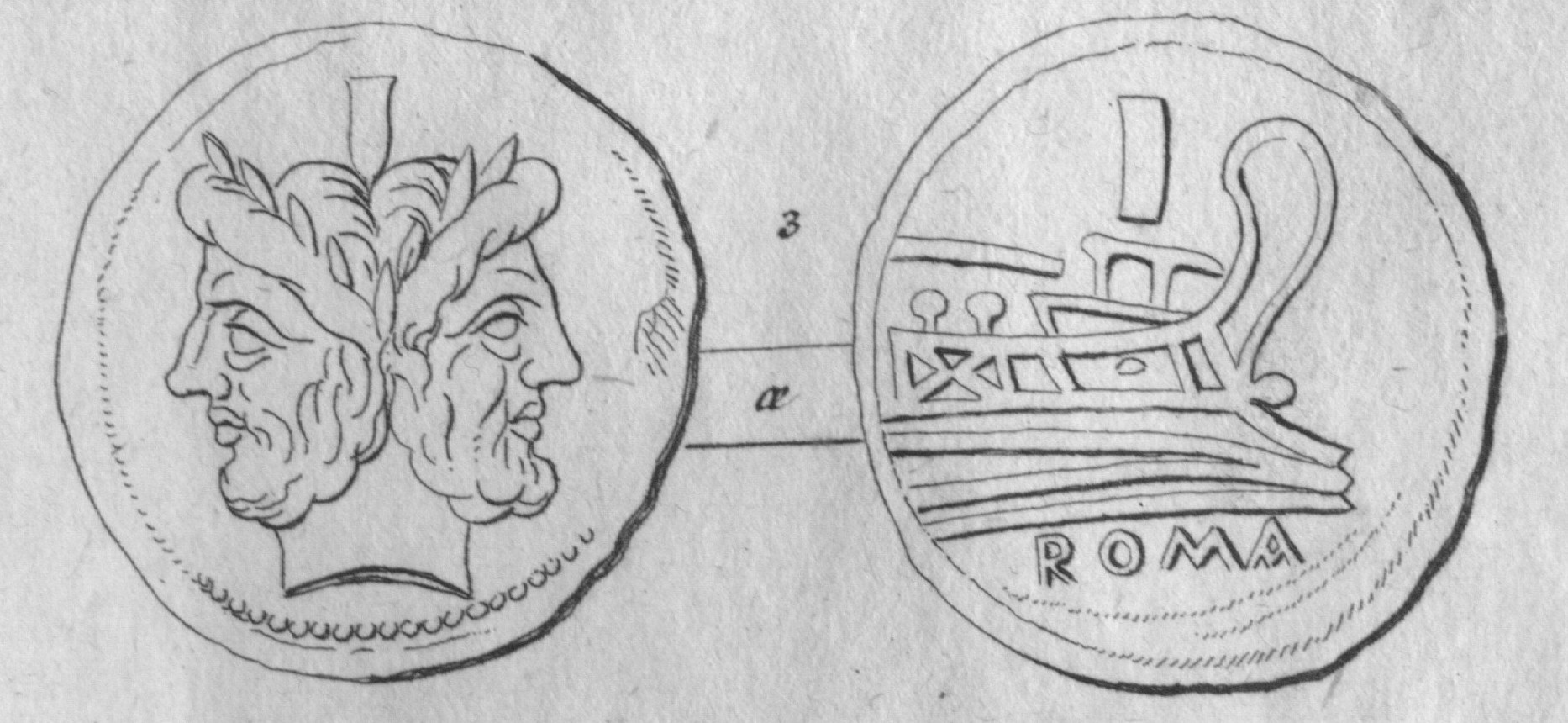
Асс времён республики

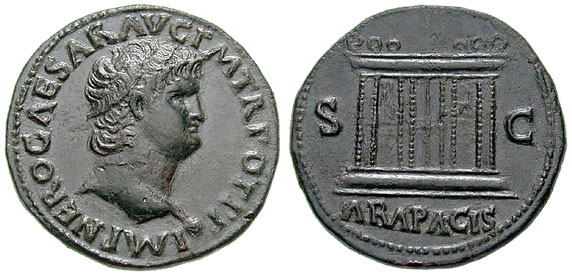
Асс времён Нерона (первый век н.э.)

Асс (устар. «ас», лат. as, assarius) — название древнеримской медной монеты, впервые появившейся, согласно преданию, во времена Сервия Туллия, но, согласно научным данным,— только в период Республики.

## Древний Рим
Название происходит от римской бронзовой протомонеты Aes rude и её дальнейшей эволюции Aes signatum и Aes grave.
Асс первоначально имел вес фунта, назывался либральным ассом и соответствовал ⅘ либры («обыкновенного фунта»). Но с течением времени он все убавлялся и в позднейшее время империи сохранил только 1/36 своего первоначального веса. Все монеты древней Италии представляли собой асс или помноженный, или разделённый на известное число. Не только при разделе монет, но и при определении меры, веса, наследства и процентов — за единицу брался асс. Разделялся асс на 12 долей — унций, причём каждая часть разделенной единицы носила своё название, например:
- секстанс = ⅙, т.е. 2 унции
- квадранс = ¼ (также «квадрант», «кодрант») — 3 унции

Медные монеты отличались одна от другой традиционным оформлением. На аверсе изображался профиль одного из богов, например Юпитера (конкретно на ассе — Януса), на реверсе — носовая часть корабля (т. н. «морские» чеканы) с указанием номинала: точками обозначалось число унций на дробных частях асса; римские цифры чеканились на ассе и кратных ему монетах.
10 ассов равнялись серебряному денарию, после 217 года до н. э. денарий оценивался уже в 16 ассов.

## Греческие полисы и колонии
В древнегреческих государствах асс называли ассарием.
В Херсонесе, Тире, Ольвии, Боспорском царстве во II–III веках н. э. чеканились ассы нескольких номиналов. Эта денежная единица выпускась вплоть до 2-й половины III века. Сейчас нумизматы используют название «асс» и для больших (до 120 г) медных литых монет, которые выпускались в Ольвии в VI–IV веках до н. э.